# پل ون زیلند
پل ون زیلند (انگلیسی: Paul van Zeeland؛ ۱۱ نوامبر ۱۸۹۳ – ۲۲ سپتامبر ۱۹۷۳) یک وکیل، اقتصاددان و سیاست‌مدار اهل بلژیک بود. وی از ۲۵ مارس ۱۹۳۵ تا ۲۳ نوامبر ۱۹۳۷ نخست‌وزیر این کشور بود.
پل ون زیلند در ۲۲ سپتامبر ۱۹۷۳، در ۷۹ سالگی درگذشت.